# Женская волейбольная Евролига 2019
11-й розыгрыш женской волейбольной Евролиги — международного турнира по волейболу среди женских национальных сборных стран-членов ЕКВ — проходил с 25 мая по 28 июня 2019 года с участием 20 команд (12 — в Золотой лиге, 8 — в Серебряной лиге). Победителем Золотой лиги стала сборная Чехии. В Серебряной лиге первенствовала сборная Румынии. 

## Команды-участницы
| Золотая лига                                                                                          | Серебряная лига                                                |
| --- | -------------------------------------------------------------- |
| Австрия Азербайджан Беларусь Венгрия Испания Словакия Украина Финляндия Франция Хорватия Чехия Швеция | Греция Грузия Израиль Кипр Португалия Румыния Словения Эстония |

## Система розыгрыша
Соревнования проводятся в двух дивизионах — Золотой и Серебряной лигах. На предварительном этапе команды разделены на три (Золотая лига) и две (Серебряная лига) группы. В группах команды играют в два круга с разъездами. В финальный этап Золотой лиги выходят победители групп и лучшая команда из числа занявших в группах вторые места, в финальный этап Серебряной лиги — победители групп. Решающая стадия Золотой лиги проводится по системе «финала четырёх» — полуфиналы и финалы за 3-е и 1-е места. Финальная серия Серебряной лиги состоит из двух матчей, победителем в которой становится команда, одержавшая две победы. В случае равенства побед победителем объявляется команда, имеющая по сумме двух матчей большее количество очков, система начисления которых аналогична той, что применялась на групповой стадии. При равенстве и этого показателя для определения победителя назначается «золотой» сет. 
Первичным критерием при распределении мест в группах являлось общее количество побед. При равенстве этого показателя в расчёт брались соотношение партий, мячей, результаты личных встреч. За победы со счётом 3:0 и 3:1 команды получали по 3 очка, за победы 3:2 — по 2 очка, за поражения 2:3 — по 1 очку, за поражения 0:3 и 1:3 очки не начислялись.

## Золотая лига

### Предварительный этап

#### Группа А
| М | Команда  | 1       | 2       | 3       | 4       | И | В | П | С/П   | О  |
| - | -------- | ------- | ------- | ------- | ------- | - | - | - | ----- | -- |
| 1 | Чехия    |         | 3:1 0:3 | 2:3 3:1 | 3:0     | 6 | 4 | 2 | 14:8  | 13 |
| 2 | Украина  | 1:3 3:0 |         | 3:0 1:3 | 3:0     | 6 | 4 | 2 | 14:6  | 12 |
| 3 | Словакия | 3:2 1:3 | 0:3 3:1 |         | 3:0 3:1 | 6 | 4 | 2 | 13:10 | 11 |
| 4 | Швеция   | 0:3     | 0:3     | 0:3 1:3 |         | 6 | 0 | 6 | 1:18  | 0  |

25 мая.  Эребру.
Швеция — Чехия 0:3 (10:25, 14:25, 16:25).
25 мая.  Запорожье.
Украина — Словакия 3:0 (25:17, 25:22, 25:17).
29 мая.  Брно.
Чехия — Словакия 2:3 (25:22, 23:25, 23:25, 25:10, 14:16).
29 мая.  Стокгольм.
Швеция — Украина 0:3 (13:25, 21:25, 12:25).
1 июня.  Нитра.
Словакия — Швеция 3:0 (25:16, 25:13, 25:16).
1 июня.  Брно.
Чехия — Украина 3:1 (25:14, 27:29, 25:18, 25:17).
8 июня.  Запорожье.
Украина — Чехия 3:0 (25:14, 25:21, 25:18).
8 июня.  Умео.
Швеция — Словакия 1:3 (17:25, 25:20, 14:25, 13:25).
12 июня.  Запорожье.
Украина — Швеция 3:0 (25:10, 25:10, 25:17).
12 июня.  Гуменне.
Словакия — Чехия 1:3 (21:25, 25:22, 17:25, 26:28).
15 июня.  Попрад.
Словакия — Украина 3:1 (27:25, 21:25, 25:20, 25:14).
15 июня.  Яблонец-над-Нисоу.
Чехия — Швеция 3:0 (25:11, 25:20, 25:20).

#### Группа В
| М | Команда  | 1       | 2       | 3       | 4       | И | В | П | С/П  | О  |
| - | -------- | ------- | ------- | ------- | ------- | - | - | - | ---- | -- |
| 1 | Хорватия |         | 3:1 3:2 | 3:2 3:0 | 2:3 3:0 | 6 | 5 | 1 | 17:8 | 14 |
| 2 | Венгрия  | 1:3 2:3 |         | 3:0 3:1 | 3:1     | 6 | 4 | 2 | 15:9 | 13 |
| 3 | Австрия  | 2:3 0:3 | 0:3 1:3 |         | 3:2 3:1 | 6 | 2 | 4 | 9:15 | 6  |
| 4 | Франция  | 3:2 0:3 | 1:3     | 2:3 1:3 |         | 6 | 1 | 5 | 8:17 | 3  |

25 мая.  Ньиредьхаза.
Венгрия — Франция 3:1 (23:25, 25:16, 25:20, 25:19).
25 мая.  Инсбрук.
Австрия — Хорватия 2:3 (26:24, 28:26, 19:25, 24:26, 13:15).
29 мая.  Вараждин.
Хорватия — Венгрия 3:1 (25:21, 22:25, 25:17, 25:21).
29 мая.  Туркуэн.
Франция — Австрия 2:3 (25:23, 25:21, 17:25, 20:25, 14:16).
1 июня.  Арн.
Франция — Венгрия 1:3 (19:25, 23:25, 25:19, 21:25).
1 июня.  Вараждин.
Хорватия — Австрия 3:0 (25:21, 25:19, 25:21).
8 июня.  Капошвар.
Венгрия — Хорватия 2:3 (15:25, 25:20, 22:25, 25:23, 10:15).
9 июня.  Швехат.
Австрия — Франция 3:1 (25:13, 21:25, 25:23, 25:11).
12 июня.  Грац.
Австрия — Венгрия 0:3 (25:27, 16:25, 16:25).
12 июня.  Арн.
Франция — Хорватия 3:2 (25:21, 23:25, 19:25, 25:22, 21:19).
15 июня.  Будапешт.
Венгрия — Австрия 3:1 (18:25, 25:16, 25:18, 25:23).
15 июня.  Вараждин.
Хорватия — Франция 3:0 (25:18, 25:17, 25:20).

#### Группа С
| М | Команда     | 1       | 2       | 3       | 4       | И | В | П | С/П  | О  |
| - | ----------- | ------- | ------- | ------- | ------- | - | - | - | ---- | -- |
| 1 | Беларусь    |         | 3:1 3:2 | 3:0     | 3:2 3:1 | 6 | 6 | 0 | 18:6 | 16 |
| 2 | Испания     | 1:3 2:3 |         | 3:1     | 3:0     | 6 | 4 | 2 | 15:8 | 13 |
| 3 | Финляндия   | 0:3     | 1:3     |         | 3:1 3:2 | 6 | 2 | 4 | 8:15 | 5  |
| 4 | Азербайджан | 2:3 1:3 | 0:3     | 1:3 2:3 |         | 6 | 0 | 6 | 6:18 | 2  |

25 мая.  Тампере.
Финляндия — Испания 1:3 (17:25, 20:25, 25:21, 20:25).
26 мая.  Минск.
Беларусь — Азербайджан 3:2 (25:13, 21:25, 25:10, 26:28, 19:17).
29 мая.  Минск.
Беларусь — Финляндия 3:0 (25:22, 25:20, 25:17).
29 мая.  Баку.
Азербайджан — Испания 0:3 (21:25, 24:26, 14:25).
1 июня.  Минск.
Беларусь — Испания 3:1 (17:25, 25:13, 25:8, 27:25).
2 июня.  Баку.
Азербайджан — Финляндия 1:3 (17:25, 16:25, 25:19, 22:25).
8 июня.  Баку.
Азербайджан — Беларусь 1:3 (21:25, 19:25, 28:26, 34:36).
8 июня.  Вальядолид.
Испания — Финляндия 3:1 (25:23, 25:19, 22:25, 26:24).
12 июня.  Хяменлинна.
Финляндия — Беларусь 0:3 (17:25, 16:25, 18:25).
12 июня.  Вальядолид.
Испания — Азербайджан 3:0 (25:12, 26:24, 25:22).
15 июня.  Миккели.
Финляндия — Азербайджан 3:2 (25:19, 29:27, 27:29, 19:25, 15:13).
15 июня.  Аликанте.
Испания — Беларусь 2:3 (11:25, 23:25, 26:24, 25:21, 9:15).

### Финал четырёх
21—22 июня 2019.  Вараждин
Участники:
 Хорватия 

 Чехия 

 Беларусь 

 Испания

#### Полуфинал
21 июня
 Чехия —  Беларусь
3:1 (25:16, 25:15, 23:25, 26:24).
 Хорватия —  Испания
3:1 (25:21, 25:22, 23:25, 25:20).

#### Матч за 3-е место
22 июня
 Беларусь —  Испания
3:0 (26:24, 25:17, 25:18).

#### Финал
| 22 июня 2019 | \| Чехия \| 3:1 cev.eu \| Хорватия \| \| Андреа Коссаньова (21) Барбора Пурхартова (5) Габриэла Орвошова (10) Михаэла Млейнкова (17) Вероника Трнкова (17) Павла Шмидова (4) Вероника Досталова (либеро) Тереза Паточкова (1) Эва Рутарова Симона Копецка Катержина Голашкова Эва Свободова \| Голы \| Люция Млинар (14) Эма Струняк (11) Саманта Фабрис (16) Карла Кларич (16) Бета Думанчич (3) Леа Деак (2) Николина Божичевич (либеро) Рене Сайн (либеро) Лара Штимац Саня Попович-Гамма (2) Ника Станович (2) \| | Вараждин Gradska Sportska Dvorana 600 зрителей |
| Счёт по партиям — 18:25, 25:15, 25:22, 25:22. Время матча — 1 час 58 минут. Судьи: Александр Рябцов, Катажина Сокол | | |
| Чехия | 3:1 cev.eu | Хорватия |
| Андреа Коссаньова (21) Барбора Пурхартова (5) Габриэла Орвошова (10) Михаэла Млейнкова (17) Вероника Трнкова (17) Павла Шмидова (4) Вероника Досталова (либеро) Тереза Паточкова (1) Эва Рутарова Симона Копецка Катержина Голашкова Эва Свободова | Голы | Люция Млинар (14) Эма Струняк (11) Саманта Фабрис (16) Карла Кларич (16) Бета Думанчич (3) Леа Деак (2) Николина Божичевич (либеро) Рене Сайн (либеро) Лара Штимац Саня Попович-Гамма (2) Ника Станович (2) |

### Итоги

#### Положение команд
| Чехия              |
| Хорватия           |
| Беларусь           |
| 4. Испания         |
| 5—6. Венгрия       |
| 5—6. Украина       |
| 7—9. Словакия      |
| 7—9. Австрия       |
| 7—9. Финляндия     |
| 10—12. Франция     |
| 10—12. Азербайджан |
| 10—12. Швеция      |

Чехия и Хорватия квалифицировались в розыгрыш Кубка претендентов 2019.

#### Призёры
Чехия: Андреа Коссаньова, Вероника Трнкова, Габриэла Орвошова, Эва Свободова, Барбора Пурхартова, Вероника Досталова, Михаэла Млейнкова, Тереза Паточкова, Никола Ванькова, Павла Шмидова, Кристина Шустрова, Эва Рутарова, Симона Копецка, Катержина Голашкова. Главный тренер — Иоаннис Атанасопулос.
  Хорватия: Рене Сайн, Ника Станович, Эма Струняк, Божана Бутиган, Николина Божичевич, Лара Штимац, Катарина Лукетич, Люция Млинар, Саня Попович-Гамма, Бета Думанчич, Саманта Фабрис, Леа Деак, Карла Кларич. Главный тренер — Даниэле Сантарелли.
  Беларусь: Вера Костючик, Надежда Столяр, Анна Калиновская, Вера Климович, Анастасия Гарелик, Елена Федоринчик, Екатерина Сокольчик, Анна Климец, Алина Адаменя, Анастасия Кононович, Татьяна Маркевич, Анастасия Шаш, Юлия Минюк, Анна Гришкевич. Главный тренер — Пётр Хилько.

#### Индивидуальные призы
MVP
 Андреа Коссаньова

## Серебряная лига

### Предварительный этап

#### Группа А
| М | Команда | 1       | 2       | 3       | 4       | И | В | П | С/П  | О  |
| - | ------- | ------- | ------- | ------- | ------- | - | - | - | ---- | -- |
| 1 | Румыния |         | 2:3 3:0 | 3:0     | 3:0     | 6 | 5 | 1 | 17:3 | 17 |
| 2 | Израиль | 3:2 0:3 |         | 3:1 3:0 | 3:0 3:1 | 6 | 5 | 1 | 15:7 | 14 |
| 3 | Кипр    | 0:3     | 1:3 0:3 |         | 3:0     | 6 | 2 | 4 | 7:12 | 6  |
| 4 | Грузия  | 0:3     | 0:3 1:3 | 0:3     |         | 6 | 0 | 6 | 1:18 | 0  |

25 мая.  Александрия.
Румыния — Грузия 3:0 (25:14, 25:15, 25:20).
25 мая.  Никосия.
Кипр — Израиль 1:3 (18:25, 19:25, 27:25, 19:25).
29 мая.  Хайфа.
Израиль — Грузия 3:0 (25:18, 25:23, 25:17).
2 июня.  Хайфа.
Израиль — Румыния 3:2 (25:17, 32:30, 20:25, 12:15, 15:11).
4 июня.  Никосия.
Кипр — Грузия 3:0 (25:10, 25:19, 25:19).
8 июня.  Александрия.
Румыния — Израиль 3:0 (25:14, 25:15, 25:21).
8 июня.  Тбилиси.
Грузия — Кипр 0:3 (24:26, 14:25, 17:25).
12 июня.  Александрия.
Румыния — Кипр 3:0 (25:22, 25:13, 25:15).
12 июня.  Тбилиси.
Грузия — Израиль 1:3 (23:25, 14:25, 25:23, 17:25).
15 июня.  Тбилиси.
Грузия — Румыния 0:3 (8:25, 15:25, 19:25).
15 июня.  Хайфа.
Израиль — Кипр 3:0 (25:22, 25:20, 25:20).
18 июня.  Никосия.
Кипр — Румыния 0:3 (15:25, 11:25, 25:27).

#### Группа В
| М | Команда    | 1       | 2       | 3   | 4       | И | В | П | С/П  | О  |
| - | ---------- | ------- | ------- | --- | ------- | - | - | - | ---- | -- |
| 1 | Словения   |         | 3:0 3:2 | 3:0 | 2:3 3:1 | 6 | 5 | 1 | 17:6 | 15 |
| 2 | Греция     | 0:3 2:3 |         | 3:1 | 3:0 3:1 | 6 | 4 | 2 | 14:9 | 13 |
| 3 | Эстония    | 0:3     | 1:3     |     | 3:2     | 6 | 2 | 4 | 8:16 | 4  |
| 4 | Португалия | 3:2 1:3 | 0:3 1:3 | 2:3 |         | 6 | 1 | 5 | 9:17 | 4  |

25 мая.  Портиман.
Португалия — Греция 0:3 (20:25, 17:25, 19:25).
25 мая.  Марибор.
Словения — Эстония 3:0 (25:18, 25:22, 25:23).
29 мая.  Портиман.
Португалия — Эстония 2:3 (25:17, 17:25, 25:23, 25:27, 13:15).
29 мая.  Коринф.
Греция — Словения 0:3 (19:25, 24:26, 21:25).
1 июня.  Коринф.
Греция — Португалия 3:1 (15:25, 25:14, 25:19, 25:19).
2 июня.  Тарту.
Эстония — Словения 0:3 (23:25, 21:25, 24:26).
8 июня.  Тарту.
Эстония — Греция 1:3 (8:25, 23:25, 25:21, 13:25).
8 июня.  Пасуш-ди-Феррейра.
Португалия — Словения 3:2 (25:27, 25:22, 25:23, 22:25, 15:9).
12 июня.  Коринф.
Греция — Эстония 3:1 (27:29, 25:18, 25:20, 26:24).
12 июня.  Мислиня.
Словения — Португалия 3:1 (27:25, 25:15, 23:25, 25:15).
15 июня.  Тарту.
Эстония — Португалия 3:2 (25:15, 25:11, 22:25, 16:25, 15:13).
15 июня.  Мислиня.
Словения — Греция 3:2 (25:21, 25:15, 20:25, 20:25, 15:6).

### Финал
Участники:
 Румыния 

 Словения
25 июня.  Мислиня.
 Словения —  Румыния
3:1 (25:19, 22:25, 25:21, 25:22).
28 июня.  Александрия.
 Румыния —  Словения
3:0 (25:22, 25:14, 25:17). «Золотой» сет — 15:12.

### Итоги

#### Положение команд
| (13) Румыния            |
| (14) Словения           |
| 3—4 (15—16) Израиль     |
| 3—4 (15—16). Греция     |
| 5—6 (17—18). Кипр       |
| 5—6 (17—18). Эстония    |
| 7—8 (19—20). Португалия |
| 7—8 (19—20). Грузия     |

В скобках — места в общей классификации розыгрыша Евролиги-2019.

#### Призёры
Румыния: Родица Бутерез, Диана Балинтони, Рамона Рус, Михаэла Альбу, Роксана Янчу, Аделина Будай-Унгуряну, Александра Трика, Роксана Тукмяну, Сорина Миклаус, Ариана-Кристиана Пирв, Роксана Роман, Александра Чучу, Лорена Чочан, Франческа Алупей. Главный тренер — Лючано Педулла.
  Словения: Эва Мори, Тина Грудина, Ана-Мария Вовк, Лея Янежич, Пиа Блажич, Зана Здовц-Спорер, Вероника Микл, Эва Заткович, Эла Пинтар, Лана Щука, Анита Собочан, Эва Погачар, Дарья Эржен, Саша Планиншец. Главный тренер — Алессандро Кьяппини.